# East Stroudsburg
East Stroudsburg es un borough ubicado en el condado de Monroe en el estado estadounidense de Pensilvania. En el año 2000 tenía una población de 9,888 habitantes y una densidad poblacional de 1,527 personas por km².

## Geografía
East Stroudsburg se encuentra ubicado en las coordenadas 41°00′05″N 75°10′48″O / 41.00139, -75.18000.

## Demografía
Según la Oficina del Censo en 2000 los ingresos medios por hogar en la localidad eran de $36,601 y los ingresos medios por familia eran $44,044. Los hombres tenían unos ingresos medios de $34,764 frente a los $21,742 para las mujeres. La renta per cápita para la localidad era de $14,909. Alrededor del 15.2% de la población estaba por debajo del umbral de pobreza.